# Región de Etiopía Meridional
Etiopía Meridional, oficialmente el Estado Regional del Sur de Etiopía (en amárico: ደቡብ ኢትዮጵያ ክልላዊ መንግስት) es un estado regional ubicado en el sur de Etiopía. Se formó a partir de la parte meridional de la Región de las Naciones, Nacionalidades y Pueblos del Sur (RNNPS) el 19 de agosto de 2023 después de un referéndum exitoso.
Wolaita Sodo es el centro político y administrativo de la región. Se establecieron seis oficinas regionales en Wolaita Sodo, Dilla, Arba Minch, Sawla, Karati y Jinka.

## Administrador jefe
- Tilahun Kebede: del 19 de agosto de 2023 hasta el presente.[4]

## Zonas administrativas
La siguiente lista muestra las zonas fundadoras y recién establecidas en el estado regional de Etiopía Meridional.
| Número | Zona            | Asiento      |
| ------ | --------------- | ------------ |
| 1      | Zona Wolayita   | Wolaita Sodo |
| 2      | Zona Gamo       | Arba Minch   |
| 3      | Zona Gofa       | Sawla        |
| 4      | Zona Gedeo      | Dilla        |
| 5      | Zona Sur de Omo | Dimeka       |
| 6      | Zona Arí        | Jinka        |
| 7      | Zona Konso      | Karatí       |
| 8      | Zona Gárdula    | gidol        |
| 9      | Zona Burji      | soyama       |
| 10     | Zona Koore      | Kele         |
| 11     | Zona Basketo    | Laskka       |
| 12     | Zona Ale        | Kolango      |